# Gaetano Sandri
Pour les articles homonymes, voir Sandri.
Gaetano Sandri est un graveur néo-classique italien du XVIIIe et XIXe siècles.

## Biographie
Il était assistant des frères Basoli, tout comme Francesco Cocchi et Giulio Tomba. Il reproduisait principalement des gravures de ses maîtres.
Il aurait été actif entre la fin du XVIIIe siècle et le milieu du XIXe siècle.

## Œuvres
On retrouve certaines de ses œuvres dans les archives de la Frick Art Reference Library (en), à New York.
- Collezione di varie scene teatrali, Francesco Basoli (gravure), Luigi Basoli (gravure) et Gaetano Sandri (dessin), d'après Antonio Basoli, impression à l'aquatinte, 36,6 × 27,7 cm, après 1821, Musei Civici di Monza[3] ;
- Collezione di varie scene teatrali per uso degli amatori, e studenti di belle arti date in luce da Antonio Basoli, Francesco Basoli (gravure), Luigi Basoli (gravure) et Gaetano Sandri (dessin), d'après Antonio Basoli, impression à l'aquatinte et aux eaux-fortes, 36,7 × 27,8 cm, 1821, académie Carrara (cabinet de dessins et d'estampes)[4] ;
- Introduzione ad una camera da letto. ingresso ad una camera da letto, Francesco Basoli (gravure), Luigi Basoli (gravure) et Gaetano Sandri (dessin), d'après Antonio Basoli, impression à l'aquatinte, 1821, Musée civique et pinacothèque communale de Foggia[5].